# Мельники (Роменский район)
Мельники (укр. Мельники) — село, Андрияшевская сельская община, Роменский район, Сумская область, Украина.
Код КОАТУУ — 5924181105. Население по переписи 2001 года составляло 127 человек .

## Географическое положение
Село Мельники находится на левом берегу реки Сула, выше по течению на расстоянии в 4 км расположено село Перекоповка, ниже по течению на расстоянии в 1 км расположено село Андрияшевка, на противоположном берегу — село Глинск. Река в этом месте извилистая, образует лиманы, старицы и заболоченные озёра. Рядом проходят автомобильная дорога Т-1907 и железная дорога, станция Андрияшевка в 2-х км.

## Экономика
- Птице-товарная ферма.